# Stefan Birčević
Stefan Birčević (em sérvio:  Стефан Бирчевић, (Lazarevac, 13 de Dezembro de 1989) é um basquetebolista profissional sérvio que atualmente joga pelo Istambul BB na Super Ligi. Ele também defende a Seleção Sérvia em competições internacionais.

## Carreira Profissional
Birčević jogou por quatro anos no Metalac Valjevo, antes de assinar contrato com o Radnički Kragujevac no verão de 2011. Em Agosto de 2014 foi contratado com o Club Baloncesto Estudiantes da Espanha.

## Seleção da Sérvia
Birčević conquistou a Medalha de Ouro nas Universíades de 2011 em Shenzhen e também conquistou a Medalha de Prata no Mundial de 2014 com a Seleção da Sérvia.